# Philibert Jones
Philibert Jones (12 de noviembre de 1964) es un exfutbolista internacional de Trinidad y Tobago que jugó como delantero. Actualmente es entrenador asistente del United Petrotrin de la TT Pro League. Su sobrino es el actual jugador Kenwyne Jones.

## Trayectoria
Entre sus clubes profesionales se encontraban los Charlotte Eagles de Estados Unidos, donde marcó 18 goles en la temporada de 1996. Jones también jugó a nivel internacional y participó en varios torneos, incluyendo el Campeonato del Caribe de 1989, y la Copa Oro de la CONCACAF de 1991. También participó en partidos clasificatorios para la Copa Mundial de la FIFA.